# Pavao Ritter Vitezović
Pavao Ritter Vitezović (Segna, 7 gennaio 1652 – Vienna, 20 gennaio 1713) è stato uno scrittore, storico, poeta e linguista croato, fu anche editore, diplomatico e cartografo.

## Biografia

### Origini e formazione
Pavao Ritter Vitezović nacque con il nome di Pavao Ritter a Segna, figlio del soldato Antun Ritter, che discendeva da una famiglia di immigrati tedeschi proveniente dall'Alsazia, e di Dorotea Lučkinić, nativa di Segna.
Completò i sei anni del ginnasio di Zagabria, gestito dai gesuiti e quindi si trasferì a Roma, dove risiedette al Collegio illirico presso la chiesa di San Girolamo dei Croati e conobbe il famoso storico dalmata Giovanni Lucio. In seguito si trasferì a Bogenšperk presso Litija in Slovenia, ove il barone Janez Vajkard Valvasor lo persuase a studiare la storia naturale e la geografia. Imparò anche il tedesco e l'arte della stampa e dell'acquaforte.

### Primi scritti

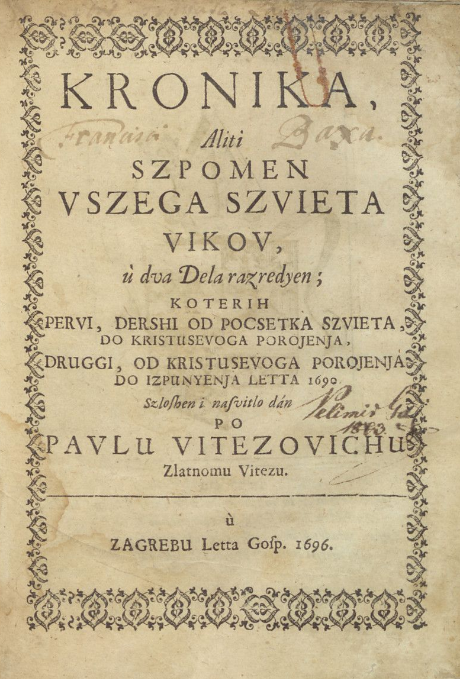
Kronika aliti spomen vsega svijeta vikov (1696, Zagreb) è l'unico libro di storia scritto in croato nel XVII secolo.

Nel 1677 scrisse un trattato sulla famiglia Gusić, pubblicato nel 1681, nello stesso anno scrisse numerose poesie per il canonico di Zagabria Aleksandar Mikulić. Acquisita una reputazione di erudito, la sua città natia, Segna, lo nominò suo rappresentante in diversi parlamenti a Sopron, Presburgo e Vienna. Il 19 aprile 1683, grazie all'impegno di Ritter Vitezović, la cancelleria imperiale austriaca concesse a Segna lo status di città, proteggendo la città, che era terrorizzata dal comandante militare Herberstein.
A causa delle Guerre ottomane si arruolò e prestò servizio nella guarnigione (tabor) di Međimurje al comando del bano Miklós Erdődy. Nel 1683, all'inizio della Guerra austro-turca, prese parte alla conquista di Lendava e Szigetvár. Dopo la guerra, il bano Erdödy lo impiegò alla sua corte, ove conobbe Adam Zrinski, figlio di Nikola Zrinski. Fu inizialmante nominato podžupan della Lika, titolo meramente onorifico.

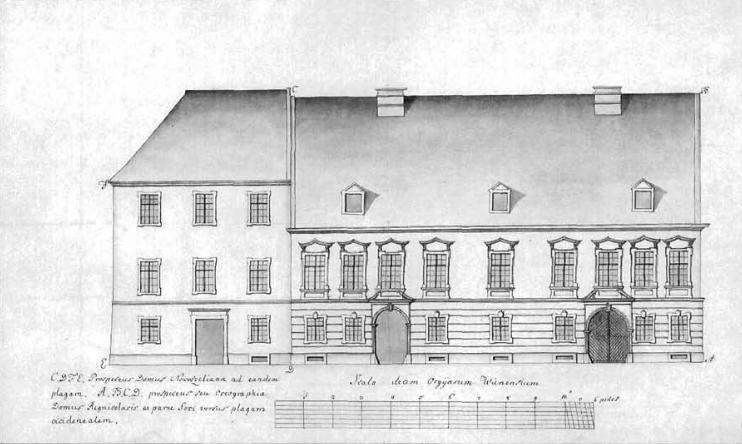
La casa di Vitezović nella Città alta di Zagabria (a sinistra)

Il parlamento croato lo nominò suo rappresentante presso la commissione imperiale per la delimitazione dei confini con Venezia e l'Impero ottomano, ma, malgrado il suo contributo, i confini furono tracciati in modo contrario agli interessi croati. il che deluse profondamente Ritter Vitezović. Durante il suo impegno alle diete imperiali a Vienna e a Presburgo, Vitezović incontrò molti dignitari croati e finì per fare ritorno in patria, stabilendosi a Zagabria.

### Maturità
Nella prima metà degli anni 1690, tornò in Croazia, e nel palazzo episcopale di Zagabria scoperse una tipografia, stabilita nel 1663, ma da lungo tempo abbandonata. Chiese ad Aleksandar Mikulić, amico di lunga data divenuto vescovo, di poterla rimettere in funzione. Fu presto in affari: stampava calendari e opuscolo, e si rivolse al parlamento croato per ottenere una licenza ufficiale dall'autorità. L'11 novembre 1694 il parlamento lo nominò ufficialmente direttore della tipografia. Successivamente trasferì la tipografia da via Vlaška alla sua casa nel quartiere di Grič e si procurò a Vienna nuovi macchinari. Diede alla tipografia il nome di "Museum", come aveva fatto Valvasor prima di lui, e stampò i primi libri in latino e in croato.
La tipografia fu in funzione dal 1695 al 1706, e l'opera più importante che vi si stampò fu Croatia Rediviva, nel 1700. Il 14 giugno 1706 la tipografia fu in gran parte distrutta da un grave incendio; la moglie di Vitezović morì due anni dopo.
Nel 1710 si trasferì a Vienna, dove continuò l'attività tipografica, e gli fu conferito il titolo onorario di barone. Tuttavia questo riconoscimento non alleviò la sua povertà, che lo accompagnò fino alla morte, avvenuta nel 1713.

## Storiografia e linguistica
La sua prima opera, un trattato sui duchi di Corbavia, i Gusić, fu scritta nel 1677 e stampata a Lubiana nel 1684.
Dopo aver aperto la sua tipografia a Zagabria, pubblicò un'opera didattica in croato Kronika aliti spomen vsega svieta vikov (1696), che era essenzialmente una riedizione delle opere di Antun Vramec (1578). Difese la tesi secondo cui la Dalmazia aveva sempre fatto parte della Croazia. Continuò a riproporre questa tesi in una critica inedita all'opera di Giovanni Lucio De regno Croatia et Dalmatiae.
Nel 1700, diede alle stampe il suo capolavoro, Croatia Rediviva, in cui espose l'idea di identificare come croati tutti gli Slavi meridionali, una concezione che sviluppò in una grande opera incompiuta De aris et focis Illyriorum.
Verso la fine della sua vita pubblicò una storia della Bosnia (1712, Bosna captiva) e una genealogia di Ladislao I d'Ungheria (1704), in cui tentò di sostenere che Ladislao non aveva origine dagli Arpadi, ma dai Trpimirović. Scrisse anche numerose opere brevi, sopravvissute solo manoscritte: le biografie di San Vladimiro e di Scanderbeg, una storia del Banato di Croazia (Banologia), un'opera perduta sull'acquisizione della Croazia da parte degli ungheresi durante il Medioevo, e storie della Serbia.
La sua unica opera linguistica, un dizionario latino-croato Lexicon Latino-Illyricum, sopravvive in manoscritto. Scrivendo in croato, inizialmente fece ricorso al suo nativo dialetto čakavo, ma in seguito adottò anche elementi dello štokavo e del kajkavo, in modo analogo al circolo letterario di Ozalj, città natale degli Zrinski.

## Disegnatore e cartografo

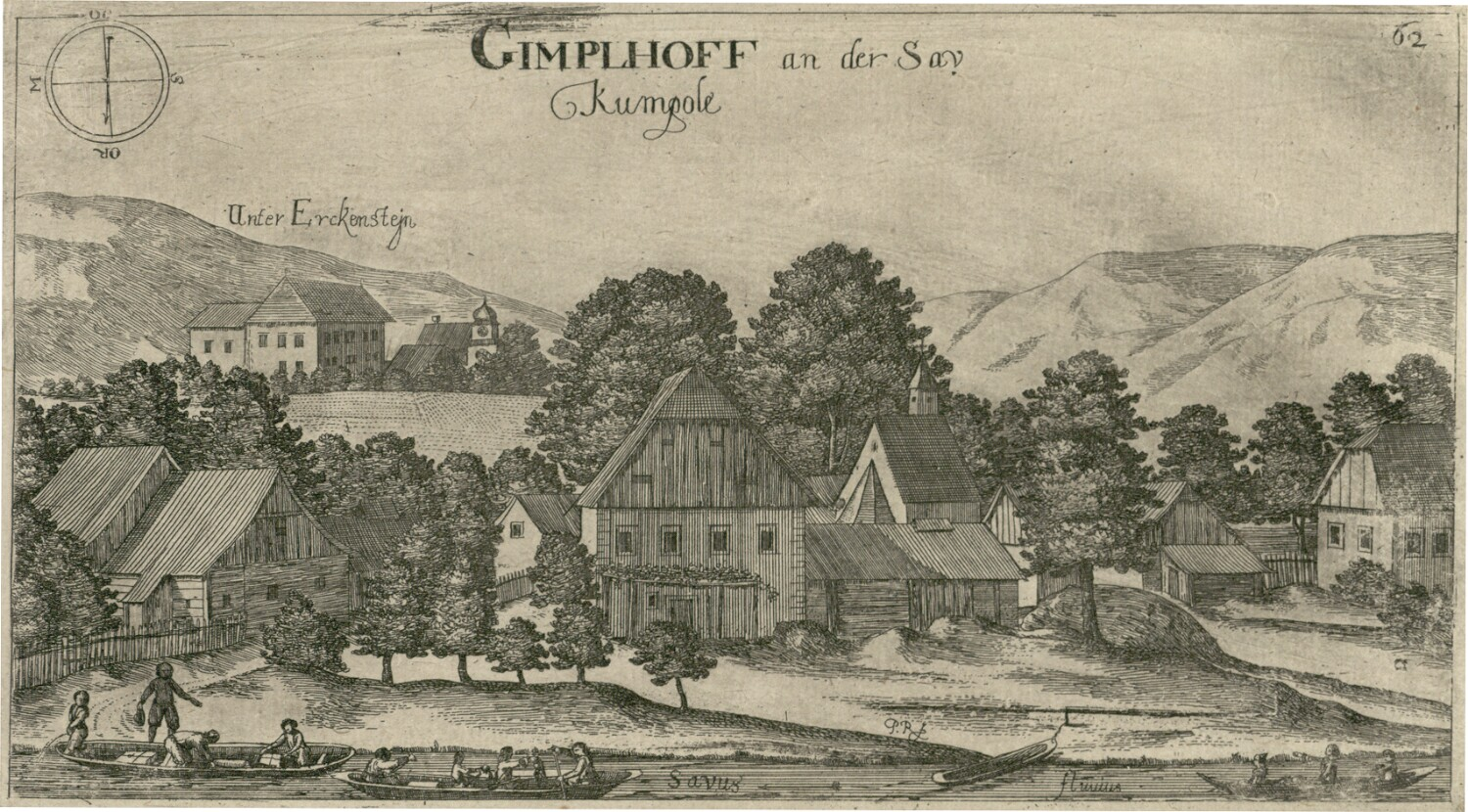
Raffigurazione di Kompolje, in Slovenia, firmata P.R.f (Paulus Ritter fecit), circa 1679

Vitezović contribuì con decine di stampe (da 54 a 60) alle opere di Janez Vajkard Valvasor Topographia Ducatus Carnioliae Modernae (1679) e Die Ehre deß Hertzogthums Crain ("Gloria del Ducato di Carniola", 1689), sia come disegnatore sia come incisore. Le sue vedute mostrano città della Croazia e della Carniola, che secondo Vjekoslav Klaić, «aveva visitato portando con sé un quaderno, ne aveva realizzato degli schizzi che poi aveva trasferito su lastre di rame». Le sue abilità grafiche lo soccorsero anche nella sua opera araldica del 1701, intitolata Stemmatografia. Studiò cartografia sotto la guida dell'austriaco Georg Matthäus Vischer, le cui carte dell'Austria ebbero influenza sui suoi prodotti più maturi, che corredarono l'edizione di Croatia rediviva del 1701.
In qualità di esperto cartografo, divenne membro della commissione imperiale austriaca per la demarcazione del confine fra le terre croate e l'Impero ottomano (1699), sotto la presidenza di Ferdinand Luigi Marsigli. Insieme ad altri contributori, realizzò vedute delle zone di confine, la maggior parte delle quali è ancora conservata all'Archivio di Stato Austriaco, mentre cinque mappe a lui attribuite sono conservate all'Archivio di Stato Croato.

## Poesia
Scrisse poesie sia in latino sia in croato. La sua prima opera poetica di rilievo fu Odiljenje sigetsko ("La Separazione of Siget"), pubblicata nel 1679 a Linz. La terza edizione sarà pubblicata da Ritter stesso a Zagabria nel 1695. È considerato un poema epico incentrato sul citato fatto militare, scritto in dodecasillabi in rima alternata, uno schema metrico tipico per la poesia croata dell'epoca. Scrisse epistole in latino a numerosi dignitari croati, austriaci and ungheresi, per un totale di circa 9000 versi. Nel 1703 diede alle stampe a Zagabria alla sua Plorantis Croatiae Saecula Duo ("Due secoli di pianto in Croazia"), una sorta di cronaca in versi presentata come una pseudo-autobiografia, e un'allegoria del topos barocco della Stabat Mater. La narrazione in prima persona della Croazia personificata, nelle vesti della madrepatria, racconta le sue vicende come se fossero una storia personale di sofferenze, rimarcate da dettagliati episodi psicosomatici. A ciò seguì il poema in croato Senjčica (1704), che dimostra come Vitezović fosse animato soprattutto dal patriottismo, il che lo rende un precursore dei poeti risorgimentali del XIX secolo. Scrisse un'altra opera simile, intitolata Novljančica, che è andata perduta.
La ricezione dell'opera poetica di Vitezović non è stata concorde. Mentre la storica Violeta Moretti ha lodato il suo epistolario, definendolo "alquanto ricco, ben ordinato e fluente", ha criticato le altre poesie latine di Vitezović in quanto vaghe nel loro significato. Zrinka Blažević dell'Università di Zagabria ha elogiato "Due secoli di pianto in Croazia" ascrivendo l'opera fra i migliori componimenti poetici in latino della Croazia, per la grande qualità estetica e per la struttura narrativa originale. Viceversa, Mihovil Kombol ha ritenuto che Odiljenje sigetsko manchi di inventiva poetica e che il suo valore sia soprattutto storiografico. Questo giudizio è stato impugnato dallo storico della letteratura e scrittore Pavao Pavličić, che ha riconosciuto a Vitezović un'eccellente conoscenza della lingua e abili doti di verseggiatore, capace di creare una poesia raffinata e originale in alcune parti della sua opera. Pavličić ha sostenuto che il giudizio negativo derivasse da un fraintendimento delle intenzioni di Vitezović, che non voleva creare un poema epico, ma una raccolta lirica intesa ad approfondire diversi aspetti dell'assedio di Siget.

## Retaggio culturale

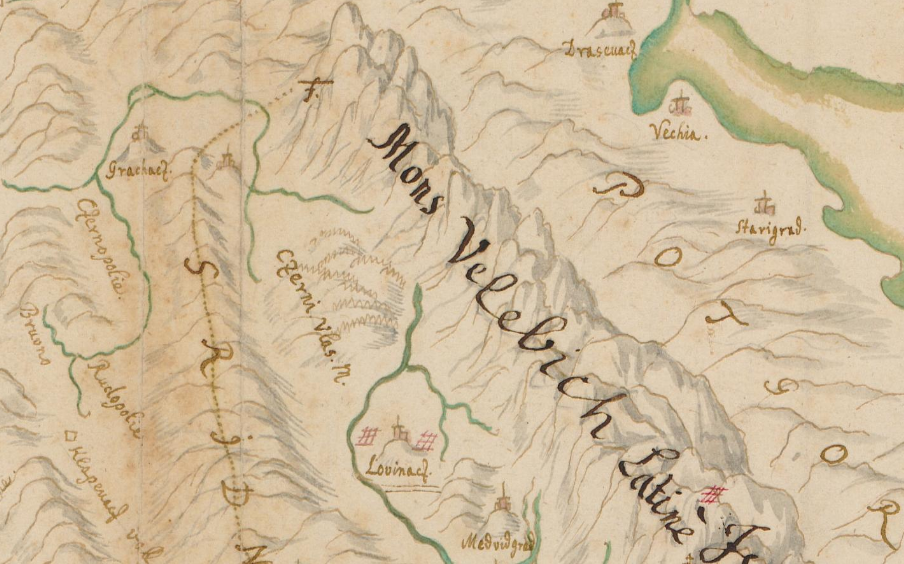
Carta del Velebit e dei dintorni, disegnata da Vitezović nel 1701 (dettaglio)

Storici della letteratura come Branko Vodnik e Mihovil Kombol lo considerano uno dei letterati preminenti del suo tempo, particolarmente importante per le sue idee, impegnato nella produzione di più opere che quelle di tutti gli altri autori croati del XVIII secolo messi insieme. Lo descrivono come l'autore croato più visionario e completo della sua epoca. Nelle sue opere letterarie, fu ad un tempo tradizionalista e innovatore, perché se da un lato si avvicina a Ignjat Đurđević, dall'altro compie ogni sforzo per rendere i suoi libri disponibili alle masse e agli ignoranti, il che lo avvicina all'Illuminismo. Scrisse in latino e in croato, spaziando tra generi e temi diversi: storiografia, araldica, poesia, proverbi, enigmi, linguistica e geografia.
Ritter Vitezović propose una grafia per la lingua croata in cui ogni suono doveva essere rappresentato da una sola lettera, e quest'idea ispirò in seguito il linguista Ljudevit Gaj a riformare l'alfabeto latino per il croato e a creare l'alfabeto croato.
Nell'ambito dell'illirismo nascente fa fautore dell'esclusivismo croato e introdusse il concetto di "appropriazione storica" nei Balcani, ossia l'idea che si possano avanzare rivendicazioni del territorio nazionale sulla base delle conquiste del passato. Fu il primo ideologo croato a proclamare che tutti gli slavi fossero croati. Le fondamenta del concetto della Grande Croazia sono gettate nelle opere di Vitezović. Le sue opere furono utilizzate per legittimare l'espansionismo dell'impero asburgico nei Balcani, giustificandolo con il diritto storico di rivendicare l'Illiria. L'idea di "Illiria" come territorio slavo avanzata da Vitezović doveva abbracciare non solo la maggior parte dell'Europa sudorientale, ma anche l'Ungheria. Vitezović definì il territorio croato, in modo che comprendesse, oltre all'Illiria e a tutti i territori abitati dagli slavi, il territorio fra l'Adriatico, il Mar Nero e il Baltico. Pertanto Ferdo Šišić ha considerato Croatia Rediviva come la «Bibbia del risorgimento croato del XIX secolo», fonte di ispirazione per Ljudevit Gaj, Eugen Kvaternik e Ante Starčević.
Le sue opere di araldica influenzarono l'iconografia nazionalistica dei Balcani nel XIX secolo in Serbia, Bulgaria e Romania. Scrisse anche la prima storia dei Serbi, che è rimasta manoscritta. Fu autore di numerose genealogie, fra cui il Trophaeum nobilissimae domus Estorasianae, commissionato da Paolo I Esterházy.

## Opere
In latino:
- Apographum ex Joanne Lucio (1681)
- Novus Skenderbeg (1682)[34]
- Nova Musa (1683)
- Anagrammaton liber primus (1687)
- Croatia Rediviva (1700)
- Stemmatografia sive armorum Illyricorum delineatio, descriptio et restitutio (1701; Zagreb, 1702)
- Plorantis Croatiae saecula duo ("Due secoli di pianto in Croazia", 1703)
- Bossna captiva ("Bosnia prigioniera", 1712)

In croato:
- Odiljenje sigetsko (1684)
- Priričnik aliti razliko mudrosti cvitje (1703)
- Senjčica (1704)
- Kronika aliti spomen vsega svieta vikov (1696)
- Lado horvacki iliti Sibila (1701 ?)
- Zoroašt hervacki, in seguito Misečnik hervacki (periodico, 1695–1705)

Inediti (in manoscritto):
- Banologia
- Sive de banatu Croatiae
- Serbia illustrata
- Lexicon Latino-illyricum[36]